# ريتشارد د. لويس
ريتشارد د. لويس (بالإنجليزية: Richard D. Lewis)‏ هو لغوي بريطاني، ولد في 13 يوليو 1930 في Billinge, Merseyside ‏ في المملكة المتحدة.